# Champagne (1928)
Champagne ist eine britische Filmkomödie von Alfred Hitchcock aus dem Jahr 1928. Er basiert auf einer Erzählung von Walter C. Mycroft.

## Handlung
Um seiner verwöhnten Tochter Betty – die noch dazu einen Mann heiraten will, der nicht seinen Vorstellungen entspricht – eine Lehre zu erteilen, gibt ein wohlhabender Champagnerfabrikant vor, ruiniert zu sein. Seine Tochter zieht nach Frankreich, wo sie lernen muss, auf eigenen Füßen zu stehen, wobei sie immer wieder mit dem Motiv des Champagners konfrontiert wird. Am Ende überzeugt sie ihren Vater, der sie beobachten lässt, von der Ernsthaftigkeit ihres Charakters und ihrer Absichten.

## Hintergrund
- Hitchcock brachte für dieses Filmprojekt, das ihm albern erschien, von Anfang an kein Interesse auf.
- Der Autor der Vorlage, Walter Mycroft, war ein ehemaliger Filmkritiker. Bei der Produktionsfirma British International Pictures fungierte er als Produktionschef und schrieb neben dem Buch zu Champagne auch an den Drehbüchern zu Hitchcocks Kriminalfilm Mord – Sir John greift ein! und dem Musical-Episodenfilm Elstree Calling mit, bei dem Hitchcock einer der vier Regisseuren war. Später arbeitete Mycroft als Produzent.
- Gordon Harker, der Darsteller des Vaters der Hauptfigur, spielte auch in den Hitchcockfilmen Der Weltmeister, The Farmer’s Wife und Elstree Calling Nebenrollen.

## Kritiken
„‚Champagne‘ ist noch etwas schwächer als ‚The Farmer’s Wife‘.“ (John Russel Taylor: Die Hitchcock-Biographie)
„Ich habe mich sehr amüsiert, als ich ihn gesehen habe. Man muss oft an Komödienszenen bei Griffith denken, er ist sehr lebendig.“ (François Truffaut in Mr. Hitchcock, wie haben Sie das gemacht?)

### Einschätzung Hitchcocks
„Das ist wahrscheinlich der absolute Tiefpunkt meiner Karriere.“ (Alfred Hitchcock im Gespräch mit François Truffaut in Mr. Hitchcock, wie haben Sie das gemacht?)